# Часовня-усыпальница Забелло
Часовня-Усыпальница рода Забелло (бел. Капліца-пахавальня Забелаў) — культовое сооружение в деревне Изюмово Бобруйского района Могилевской области. Находится на католическом кладбище.

## История
Когда-то в имении Дуриничи (ныне — д. Изюмово) была усадьба графского рода Забелло. На местном католическом кладбище в начале XIX века Забелло построили родовой склеп. Здесь нашли своё последнее пристанище представители этого дворянского рода: граф Антоний Забелло (1785—1861) и его жена Текля из рода Панцевичей (1802—1862), их дочь Барбара Зборомирская, жена графа Шимона Забелло Софья из рода Рудзиевских (1842—1867), и их дочь Станислава (1865—1895).
В 1905 году над цоколем был установлен алтарь, и граф Симон Забелло, получив разрешение, начал на собственные средства строительство часовни из бутового камня, оконченное в 1907 году. Вокруг часовни находились десятки захоронений католиков из соседних селений, которые датировались концом ХVIII — началом XX веков.
В 1960-х часовня и захоронения на кладбище были разграблены чёрными копателями. При этом был разрушен пол и уничтожены гробы, со стен отвалилась штукатурка. Состояние часовни приблизилось к аварийному.
Благодаря усилиям прихожан костёла Непорочного Зачатия Пресвятой Девы Марии в Бобруйске во главе со священником Юрием Быковым, в 2006 году началось восстановление святыни. Специалисты Бобруйского комбината железобетонных изделий подготовили план проведения ремонтных работ, в ходе которых часовня была накрыта металлической черепицей, установлены окна и двери, отремонтирован интерьер.

## Архитектура

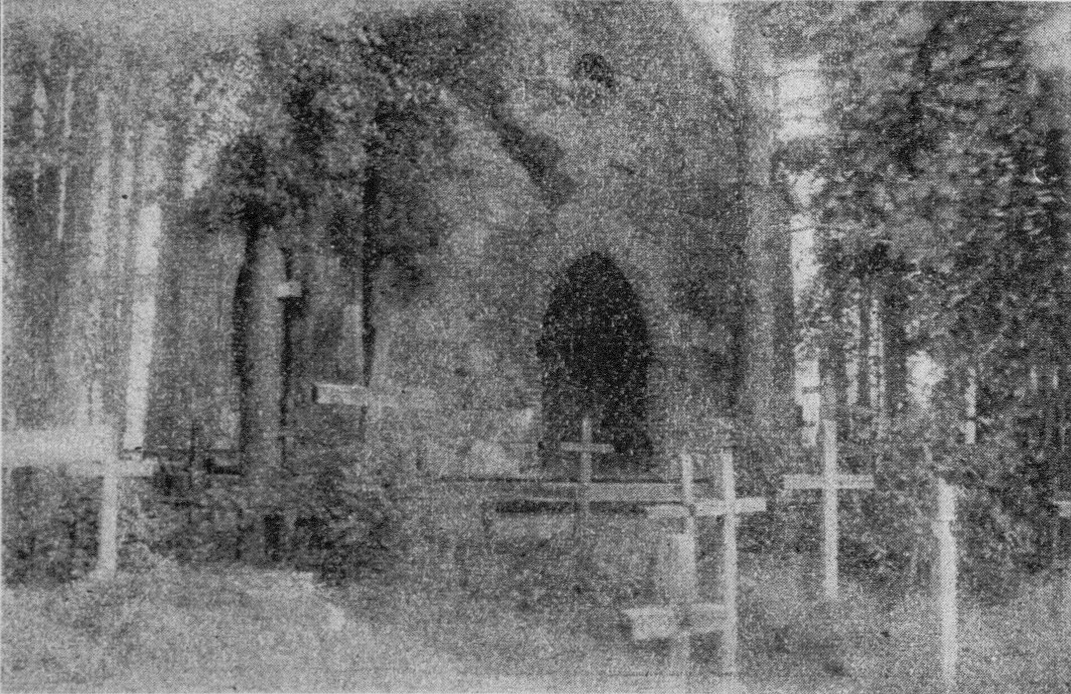
Часовня в 1914 году

Памятник архитектуры с чертами модернизма. Здание прямоугольное в плане под двускатной крышей, сложено из бутового камня. Зал освещается двумя боковыми стрельчатыми окнами. Над арочным входом в часовню с главного фасада во фронтоне устроен круглый просвет. Окна и входной проём выложены из красного кирпича, произведенного на бобруйском кирпичном заводе братьев Лозинских.
Первоначальная отделка интерьера не сохранилась. Алтарь, подсвечники, исповедальня и всё внутреннее убранство были выполнены из чёрного дуба, что придавало часовне строгий и траурный вид. Около 6 погребений в склепе в полу часовни, выложенном чёрно-белой плиткой производства Радомского завода «Маривиль», вмурованы надгробные плиты из чёрного гранита. В часовне даже был орган, привезённый из Праги.